# تجمع وادي أكام (المهرة)

تعديل مصدري - تعديل

تجمع وادي أكام هو "تجمع بدوي" في  عزلة منعر بمديرية منعر التابعة لمحافظة المهرة، بلغ تعداد سكانها 30 نسمة حسب تعداد اليمن لعام 2004.